# Siamoperadectes
Siamoperadectes — рід несумчастих метатерій з міоцену Таїланду. Представник Peradectidae, це перший член цієї клади, відомий у Південній Азії, і серед останніх несумчастих метатерій.